# Louis-Bernard Aÿral
Louis-Bernard Aÿral, né le 26 avril 1736 à Saint-Nicolas-de-la-Grave où il est mort le 28 avril 1810, est un homme politique français, dont l'activité s'exerça pendant la période de la Révolution.

## Biographie
Médecin dans cette paroisse avant la Révolution, il devient en 1790 administrateur du département de la Haute-Garonne dont il est élu à la Convention en 1792. Il vote comme régicide. Il ne fait pas partie d'autre législature, et retourne exercer dans son pays natal sa profession de médecin.